# Nicolas Rius
Nicolas Rius, né le 19 décembre 1973 à Marseille, est un pilote français professionnel de motomarine (jet-ski).

## Biographie
Il a, dès son plus jeune âge, une âme de gagnant.
A 8 ans seulement, il devient champion de moto-cross.
Il découvre ensuite à l’âge de 14 ans les sensations du jet à bras pour commencer la compétition à 16 ans.
Il remporta par la suite plusieurs titres mondiaux et partira finalement s’installer aux USA afin d'évoluer dans un milieu plus compétitif et parmi les meilleurs pilotes du monde. 

## Palmarès
- 16 fois champion du monde
- 5 fois champion des USA
- 15 fois champion d’Europe
- 9 fois champion de France
- 16 fois champion de Belgique

### Catégorie PRO STAND-UP
- 2006
  - Corona Extra European Tour	 1e au général
- 2000 
  - National Jet Sport Tour	 Champion national US
- 1999
  - Skat-Trak World Finals	 Champion du monde
- 1995 
  - Budweiser Jet Sport Tour	 Champion national US
  - Skat-Trak World Finals	 Champion du monde de Slalom
- 1994
  - Skat-Trak World Finals	 Champion du monde
  - Championnat d'Europe	         750 Mod : Champion d'Europe
  - Championnat d'Europe	         750 Limited : Champion d'Europe
  - Championnat de France	 750 Mod : Champion de France
  - Championnat de France	 750 Limited : Champion de France
  - World Raid Championship	 1e au général
  - Championnat de Belgique       750 Limited : Champion de Belgique
  - Championnat de Belgique       750 Mod : Champion de Belgique
- 1993
  - Skat-Trak World Finals	 Champion du monde
  - Championnat d'Europe	         750 Mod : Champion d'Europe
  - Championnat d'Europe	         750 Limited : Champion d'Europe
  - Championnat de France	 750 Mod : Champion de France
  - Championnat de France	 750 Limited : Champion de France
  - World Raid Championship	 1e au général
  - Championnat de Belgique       750 Limited : Champion de Belgique
  - Championnat de Belgique       750 Mod : Champion de Belgique
- 1992
  - Championnat d'Europe	         750 Limited : Champion d'Europe
  - Championnat d'Europe	         750 Mod : Champion d'Europe
  - Championnat de France	 750 Mod : Champion de France
  - Championnat de France	 750 Limited : Champion de France
  - World Raid Championship	 1e au général
  - Championnat de Belgique       750 Limited : Champion de Belgique
  - Championnat de Belgique       750 Mod : Champion de Belgique

### Catégorie RUNABOUT 1300
- 2005 
  - World Finals US	         1e au général
- 2000 
  - Skat-Trak World Finals	 Champion du monde
- 1998 
  - Skat-Trak World Finals	 Champion du monde

### Catégorie RUNABOUT 785
- 1999 
  - Bercy Indoor Stadium France	 1e au général
- 1998 
  - Big Red Jet Sport Tour	 Champion national US
- 1997 
  - Big Red Jet Sport Tour	 Champion national US
- 1994
  - Championnat d'Europe	         785 : Champion d'Europe

### Catégorie PRO SPORT 785
- 1997
  - Skat-Trak World Finals	 Champion du monde

### Catégorie EXPERT STAND-UP
- 1991
  - Championnat d'Europe	         650 Limited : Champion d'Europe
  - Championnat d'Europe	         650 Mod : Champion d'Europe
  - Championnat de France	 650 Mod : Champion de France
  - Championnat de France	 650 Limited : Champion de France
  - Championnat de Belgique       650 Limited : Champion de Belgique
  - Championnat de Belgique       650 Mod : Champion de Belgique
  - Skat-Trak World Finals	 650 Mod : Champion du monde
- 1990
  - Championnat d'Europe	         650 Stock : Champion d'Europe
  - Championnat d'Europe	         550 Stock : Champion d'Europe
  - Skat-Trak World Finals	 650 Limited : Champion du monde
- 1989
  - Championnat de France	 440 Stock : Champion de France
  - Championnat d'Europe	         440 Stock : Champion d'Europe

### Catégorie EXPERT SPORT 785
- 1991 
  - Championnat d'Europe	         X2 Mod : Champion d'Europe